# 9699 Baumhauer
A 9699 Baumhauer (ideiglenes jelöléssel 3036 T-1) a Naprendszer kisbolygóövében található aszteroida. Cornelis Johannes van Houten, Ingrid van Houten-Groeneveld és Tom Gehrels fedezte fel 1971. március 26-án.